# Copris repertus
Copris repertus är en skalbaggsart som beskrevs av Walker 1858. Copris repertus ingår i släktet Copris och familjen bladhorningar. Inga underarter finns listade i Catalogue of Life.